# Фрасињони (Пистоја)
Фрасињони је насеље у Италији у округу Пистоја, региону Тоскана.
Према процени из 2011. у насељу је живело 8 становника. Насеље се налази на надморској висини од 748 м.